# 林吾一
林 吾一（はやし ごいち、嘉永4年4月29日（1851年5月29日） - 明治43年（1910年）6月12日）は、日本の教育者。

## 経歴
広島藩出身。藩校で漢学を学んだ後、大阪兵学寮で兵学を、大阪開成所で英語を学んだ。1875年（明治8年）に広島師範学校を、1879年（明治12年）に東京師範学校（後の東京高等師範学校）を卒業した。その後、広島県師範学校教諭、宮城中学校校長、静岡師範学校校長、文部省編輯局勤務、愛媛県師範学校校長、栃木県師範学校校長、東京府女子師範学校校長・第二高等女学校校長事務取扱などを歴任した。

## 著作
著書・編書
- 『幼稚保育篇』 金港堂、1887年4月
  - 岡田正章監修 『明治保育文献集 第3巻』 日本らいぶらり、1977年3月 ／ 日本図書センター、2011年5月、ISBN 9784284305099
- 『小学 全科教授法』前後編、山崎忠興ほか同輯、金港堂、1887年6月
- 『新定 小学習字帖教授法』 金港堂、1887年10月
- 『神奈川県地理小誌』 金港堂、1887年10月
  - 神奈川県図書館協会郷土資料編纂委員会編 『神奈川県郷土資料集成 第1輯 地誌篇』 神奈川県図書館協会、1957年2月
- 『家政読本』全3巻、金港堂、1888年4月
  - 田中ちた子、田中初夫編 『家政学文献集成 続編 明治期III』 渡辺書店、1970年11月
- 『教育 応用心理学』 金港堂書籍、1896年7月

訳書
- 『教授のあやまり』 金港堂、1890年6月
- 『教授要訣 注意力の纒め方』 金港堂、1891年11月
- 『理学応用 教育論』 ロバート・ガローウェー原著、町田則文合訳、普及舎、1892年11月

## 関連文献
- 「愛媛県師範学校長 林吾一君小伝」（『日本之小学教師』第1巻第4号、国民教育学会、1899年7月）
- 「林吾一」（内尾直二編輯 『第二版 人事興信録』 人事興信所、1908年6月）

| 公職                               | 公職                                                                  | 公職                           |
| ---------------------------------- | --------------------------------------------------------------------- | ------------------------------ |
| 先代 （新設）                      | 東京府女子師範学校長 1900年 - 1909年                                  | 次代 鈴木光愛                  |
| 先代 （新設）                      | 東京府立第二高等女学校長事務取扱 1900年 - 1909年                      | 次代 鈴木光愛                  |
| 先代 小浜宗介                      | 栃木県師範学校長 1899年 - 1900年                                      | 次代 鈴木光愛                  |
| 先代 愛媛県尋常師範学校長 町田則文 | 愛媛県師範学校長 1898年 - 1899年 愛媛県尋常師範学校長 1891年 - 1898年 | 次代 新原俊秀                  |
| 先代 山田大夢                      | 静岡県静岡師範学校長 1883年 - 1886年                                  | 次代 蜂屋定憲                  |
| 先代 山田大夢                      | 静岡中学校長 1883年 - 1886年                                          | 次代 県立静岡中学校長 杉原正市 |
| 先代 和久正辰                      | 宮城中学校長 1880年 - 1881年                                          | 次代 秋山恒太郎                |